# ルイ・ビュベロ
ルイ・ビュベロ（Abraham-Louis Buvelot、1814年3月3日 - 1888年5月30日）はスイス生まれの画家である。ブラジルやオーストラリアで働いた。

## 略歴
スイス、ヴォー州のモルジュで郵便局職員の息子に生まれた。ローザンヌで働いた後、パリに出て風景画家のカミーユ・フレール(Camille Flers)に学んだ。1835年にブラジルのバイーア州に移住し、叔父の所有するコーヒー農園で働いた。バイーア州のサルヴァドールで絵を教えるようになり、1840年に当時、ブラジルの首都であったリオデジャネイロに移り、ブラジル皇帝ペドロ2世の皇后、テレサの注文で風景画を描き、勲章を受けた。
同じ頃、リオデジャネイロにいたフランス生まれの画家、ルイ=オーギュスト・モロー(Louis-Auguste Moreaux)とリオデジャネイロの風景や人々を描いた画集「O Rio de Janeiro Pitoresco」を1850年に出版した。写真家としても、1845年から1856年の間、工房、Officina Imperial Buvelot & Pratを経営して、ブラジル皇室の仕事をして、皇室の写真家の称号を得た。1852年と1856年に、スイスに戻りベルンの展覧会に作品を出展し、銀賞を受賞した。
1860年にスイスに帰国するが、健康のために気候のいいオーストラリアに移住することにして1865年2月に、メルボルンに移った。1年ほど写真家の仕事をした後、風景画を描くようになり、有力な顧客もできた。1869年にメルボルンのビクトリア国立美術館(ナショナル・ギャラリー)の管理者が2点の作品を買い上げた。1870年のフィラデルフィア万国博覧会に出展し入賞した。1873年と1880年、1884年にメルボルンで開かれた展覧会では金賞を受賞した。画家としてオーストラリアで名声を確立し、1888年に亡くなるまで、作品の製作を続けた。
戸外制作を行うビュベロのスタイルは、後にメルボルン近郊のハイデルバーグに集まった芸術家「ハイデルバーグ派」(Heidelberg School)の画家たちに影響を与えたとされる。「ハイデルバーグ派」の画家、アーサー・ストリートンは1866年に描かれたビュベロの風景画を「ヴィクトリア州の最初の優れた風景画」と評した。

## 作品

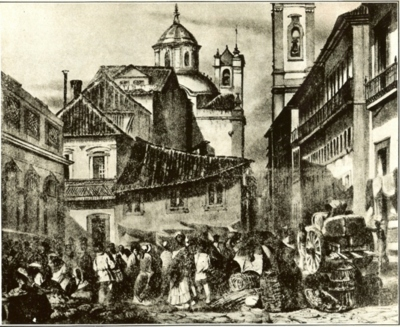
リオデジャネイロの風景(c.1845)
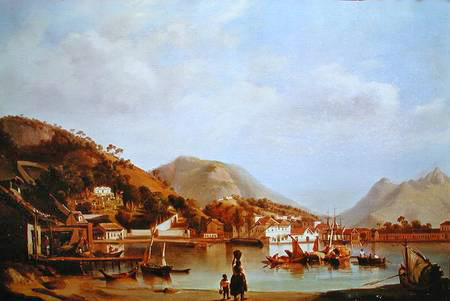
リオデジャネイロの風景
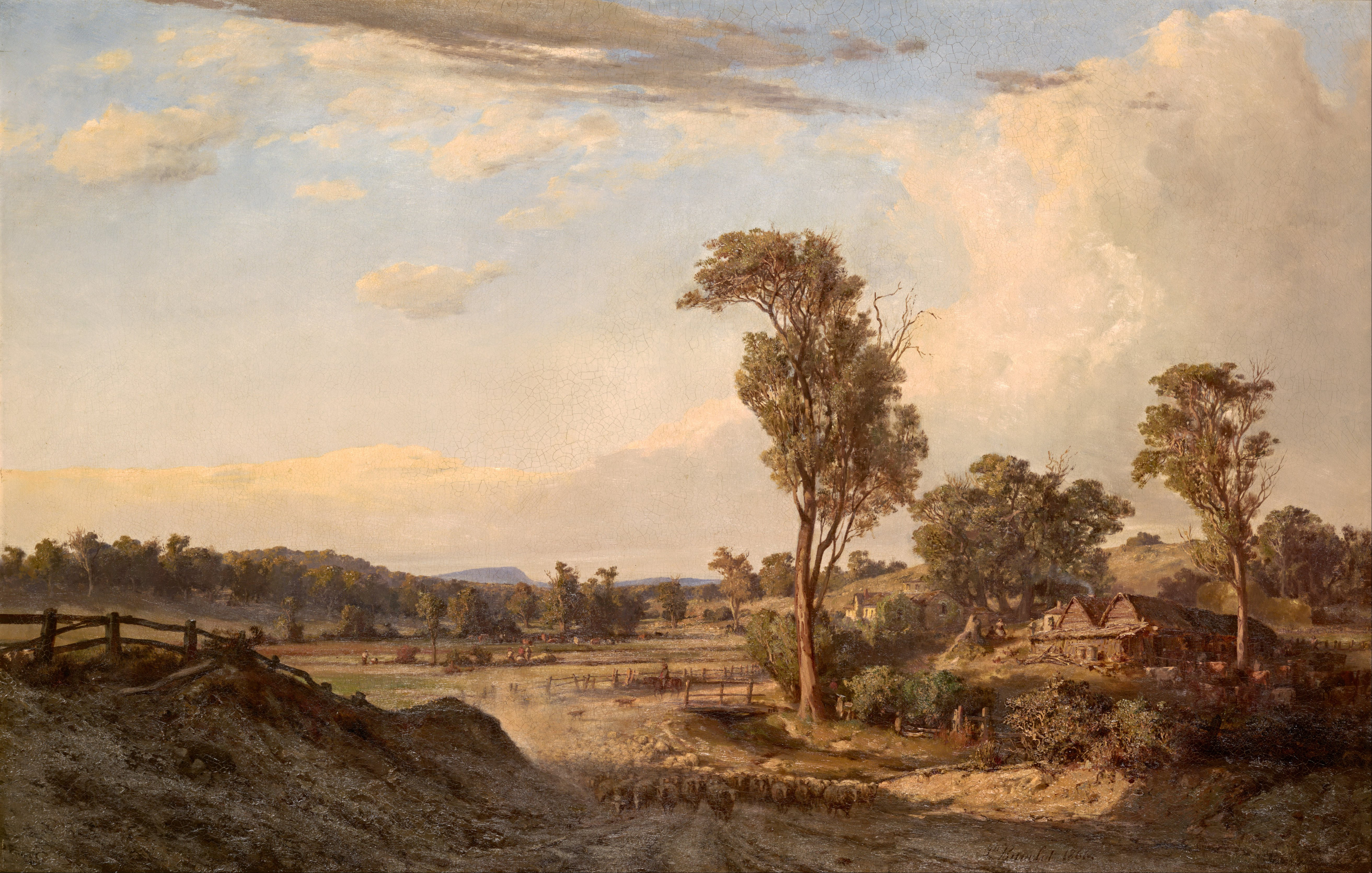
"Summer afternoon" (1866)
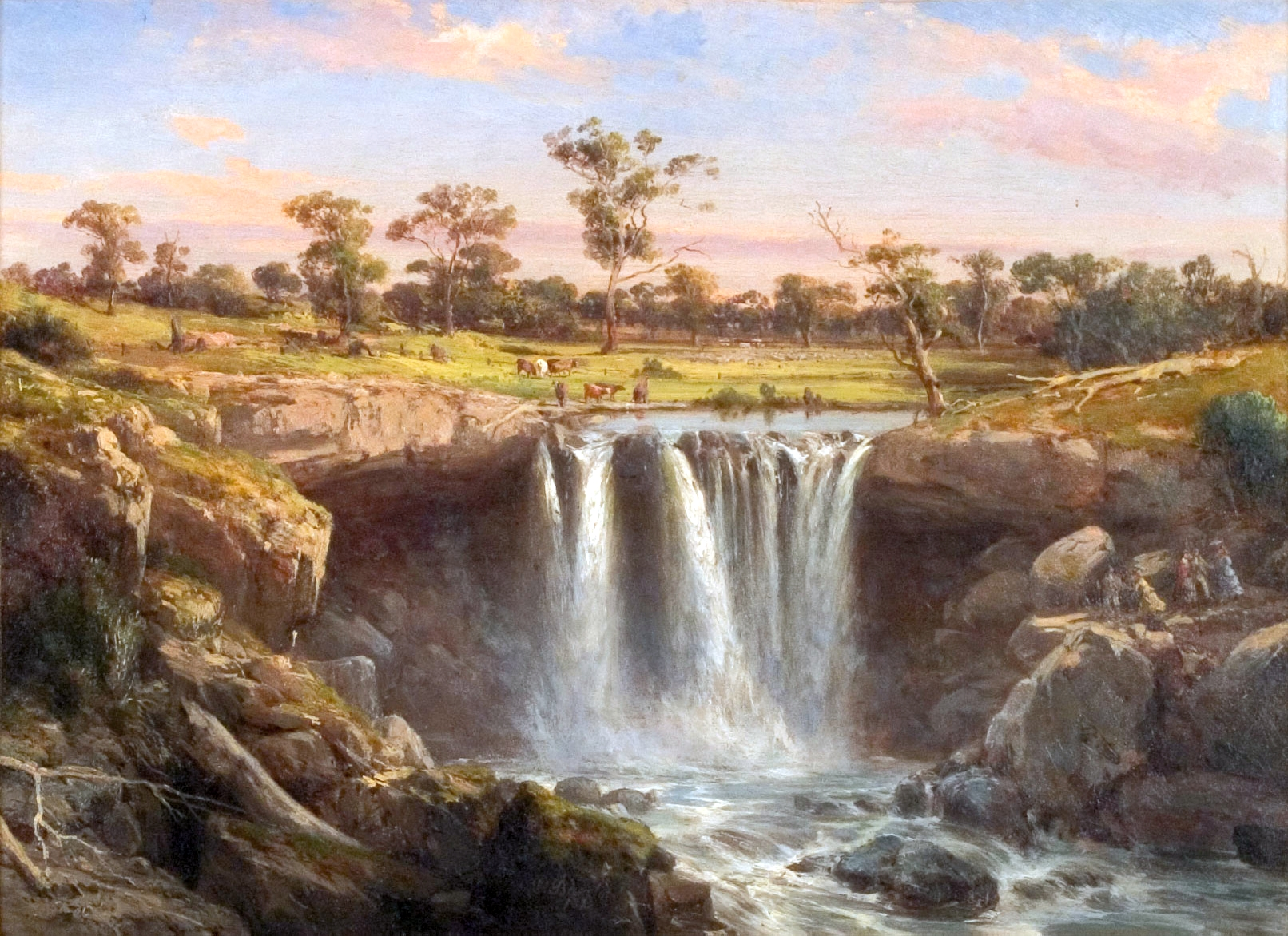
"Falls on the Wannon, Australia"(1872)
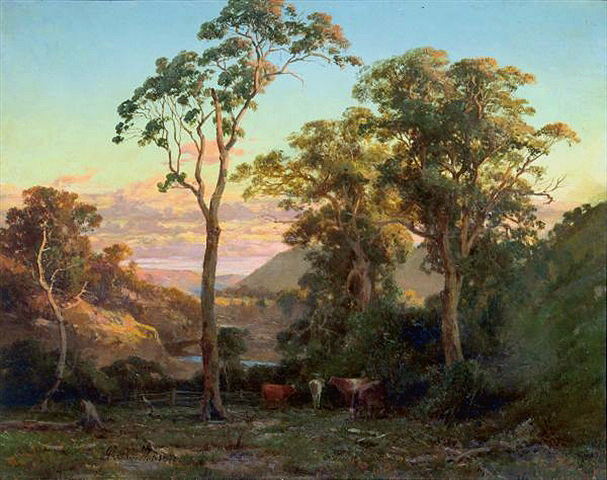
Near bacchusmarsh, sunset on the werribe(1876)
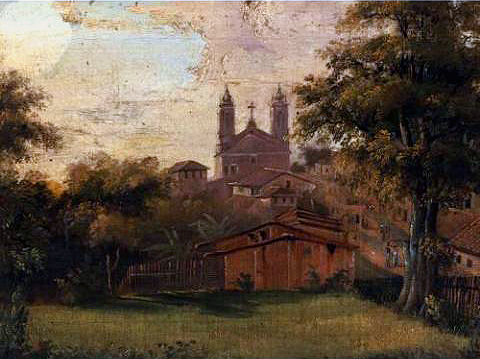
Church of Santa Fede (1880)